# 南方三一大學
南方三一大學（Trinity Southern University）是美國一家著名的野雞大學，由兩名於德克薩斯州居住的兄弟运营。他們在網上濫發垃圾邮件聲稱可以為任何人士以極低廉的價錢取得學位。
2004年12月，該公司因為涉嫌以299美元向宾州檢察官養的貓Colby Nolan發出一張MBA的證書而被起訴。